# Renan Silva
Renan Silva (1 de enero de 1989, Río de Janeiro, Brasil) es un futbolista brasileño que juega como centrocampista. Juega actualmente para el Al Jahra SC de la Liga Premier de Kuwait.

## Clubes
| Club            | País                   | Año                           |
| --------------- | ---------------------- | ----------------------------- |
| Flamengo        | Brasil                 | 2010                          |
| Bahia           | Brasil                 | 2010                          |
| Olaria          | Brasil                 | 2011                          |
| Vitória         | Brasil                 | 2011                          |
| Boavista        | Brasil                 | 2012 - 2013                   |
| Rapid Bucureşti | Rumania                | 2013                          |
| Petrolul        | Rumania                | 2013 - 2014                   |
| Al-Nahda        | Arabia Saudita         | Julio de 2013 - enero de 2014 |
| Macaé           | Brasil                 | Enero de 2014 - julio de 2014 |
| Songkhla United | Tailandia              | Julio de 2014 - enero de 2015 |
| Dibba Fujairah  | Emiratos Árabes Unidos | Enero de 2015 - julio de 2015 |
| Siah Jamegan    | Irán                   | Julio de 2015 - enero de 2016 |
| Chainat FC      | Tailandia              | Enero de 2016 - julio de 2016 |
| Nova Iguaçu     | Brasil                 | Enero de 2017 - julio de 2017 |
| Al-Shamal       | Catar                  | Julio de 2017 - enero de 2018 |
| Al Jahra FC     | Kuwait                 | Enero 2018 - Actualidad       |

- Datos: Q6105371